# Deutsche Fotothek
De Deutsche Fotothek is een fotoarchief in het Duitse Dresden, die zich in de Sächsische Landesbibliothek bevindt. De collectie omvat meer dan twee miljoen afbeeldingen. Sterk vertegenwoordigd zijn kunst, architectuur, geografie, technologie, economie en de regio van de deelstaat Saksen. De collectie is afkomstig van instellingen, bedrijven en particulieren.